# Ханкок (окръг, Айова)
Окръг Ханкок (на английски: Hancock County) е окръг в щата Айова, Съединени американски щати. Площта му е 1484 km², а населението - 12 100 души (2000). Административен център е град Гарнър.